# Mycetophagus intermedius
Mycetophagus intermedius is een keversoort uit de familie boomzwamkevers (Mycetophagidae). De wetenschappelijke naam van de soort werd in 1992 gepubliceerd door Nikitsky.